# دايفيد والاس (لاعب اتحاد الرغبي)
دايفيد والاس (بالإنجليزية: David Wallace)‏ (و. 1976  م) هو لاعب اتحاد الرغبي أيرلندي، ولد في ليمريك، مركز لعبه هو رقم 8 ‏.

## روابط خارجية
- دايفيد والاس عل موقع إسبنسكروم (الإنجليزية)
- دايفيد والاس على موقع ItsRugby.co.uk (الإنجليزية)